# Kanton Mersch
Het kanton Mersch (Luxemburgs: Kanton Miersch) ligt in het midden van het Groothertogdom Luxemburg en heeft net als het kanton Luxemburg geen grenzen met de omringende landen. In het noorden grenst het kanton aan het kanton Diekirch, in het oosten aan de kantons Echternach en Grevenmacher, in het zuiden aan de kantons Luxemburg en Capellen en in het westen aan het kanton Redingen.

## Onderverdeling
Het kanton Mersch bestaat uit 10 gemeenten.
1. Colmar-Berg
2. Bissen
3. Fischbach
4. Heffingen
5. Helperknapp
6. Larochette
7. Lintgen
8. Lorentzweiler
9. Mersch
10. Nommern

Capellen · Clervaux · Diekirch · Echternach · Esch-sur-Alzette · Grevenmacher · Luxemburg · Mersch · Redange · Remich · Vianden · Wiltz

 Europa · Luxemburg · Kantons · Gemeenten 